# Zimnowodzka Grań

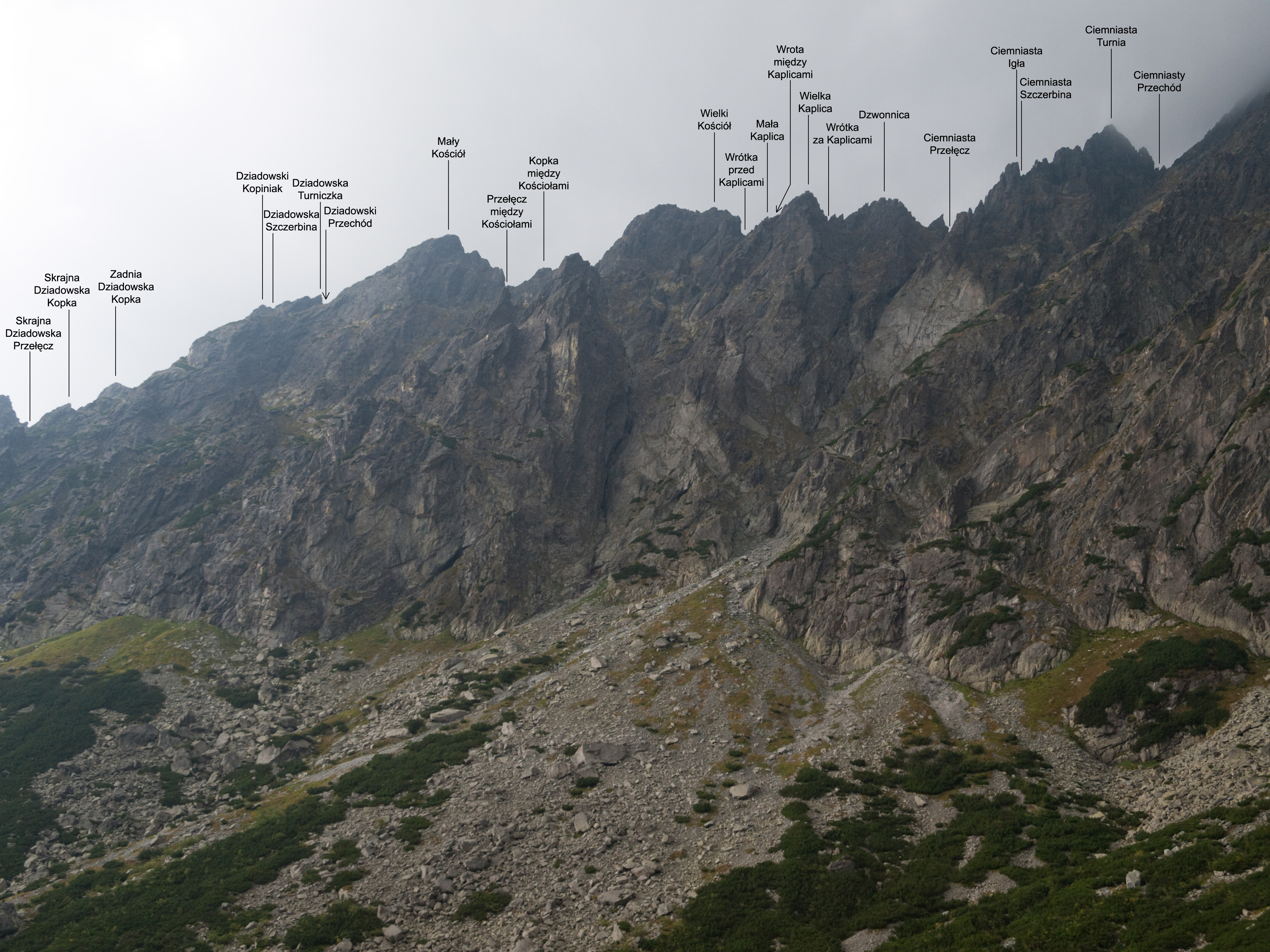
Ciemniasta Turnia i Kościoły

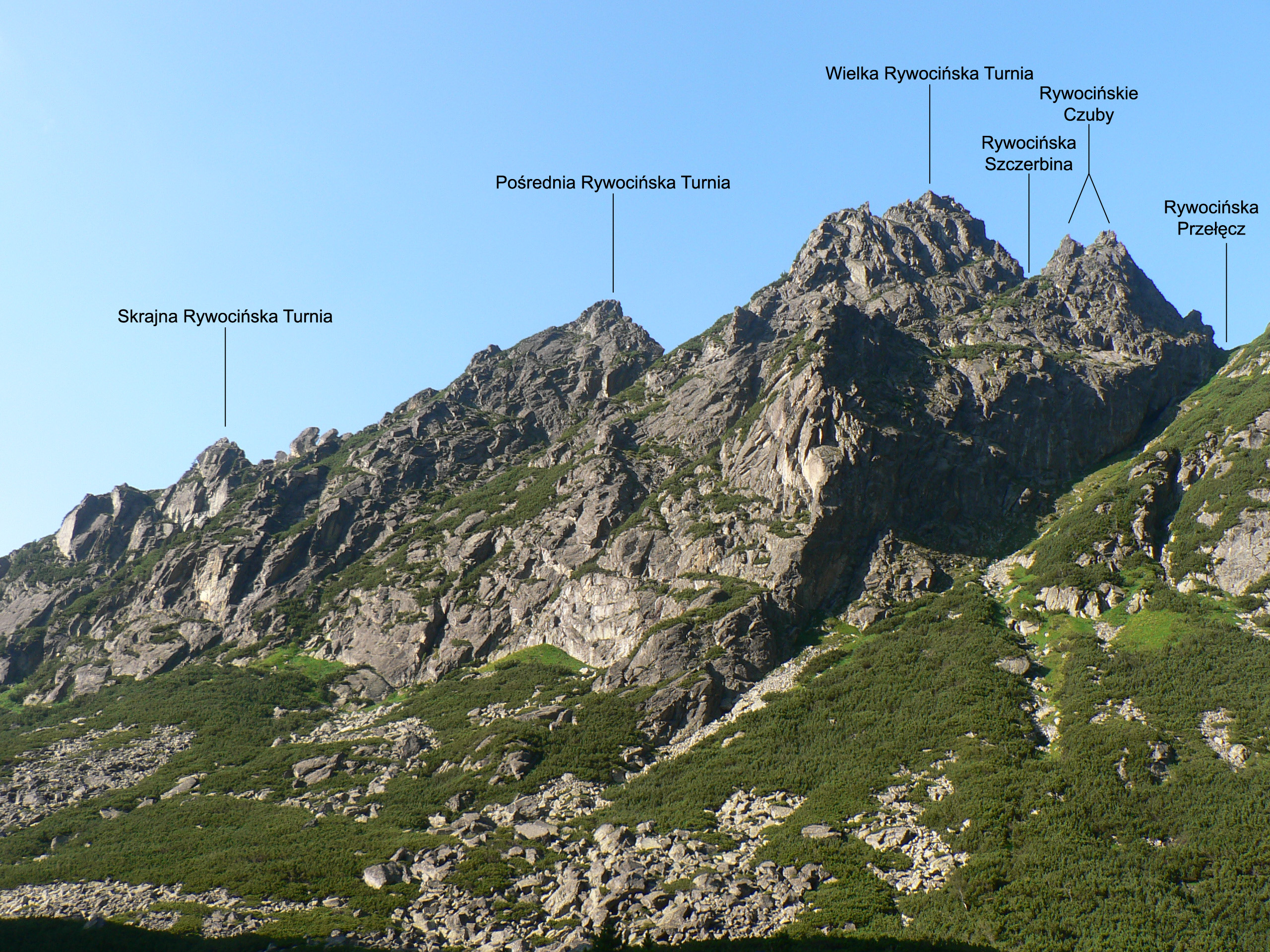
Rywociny

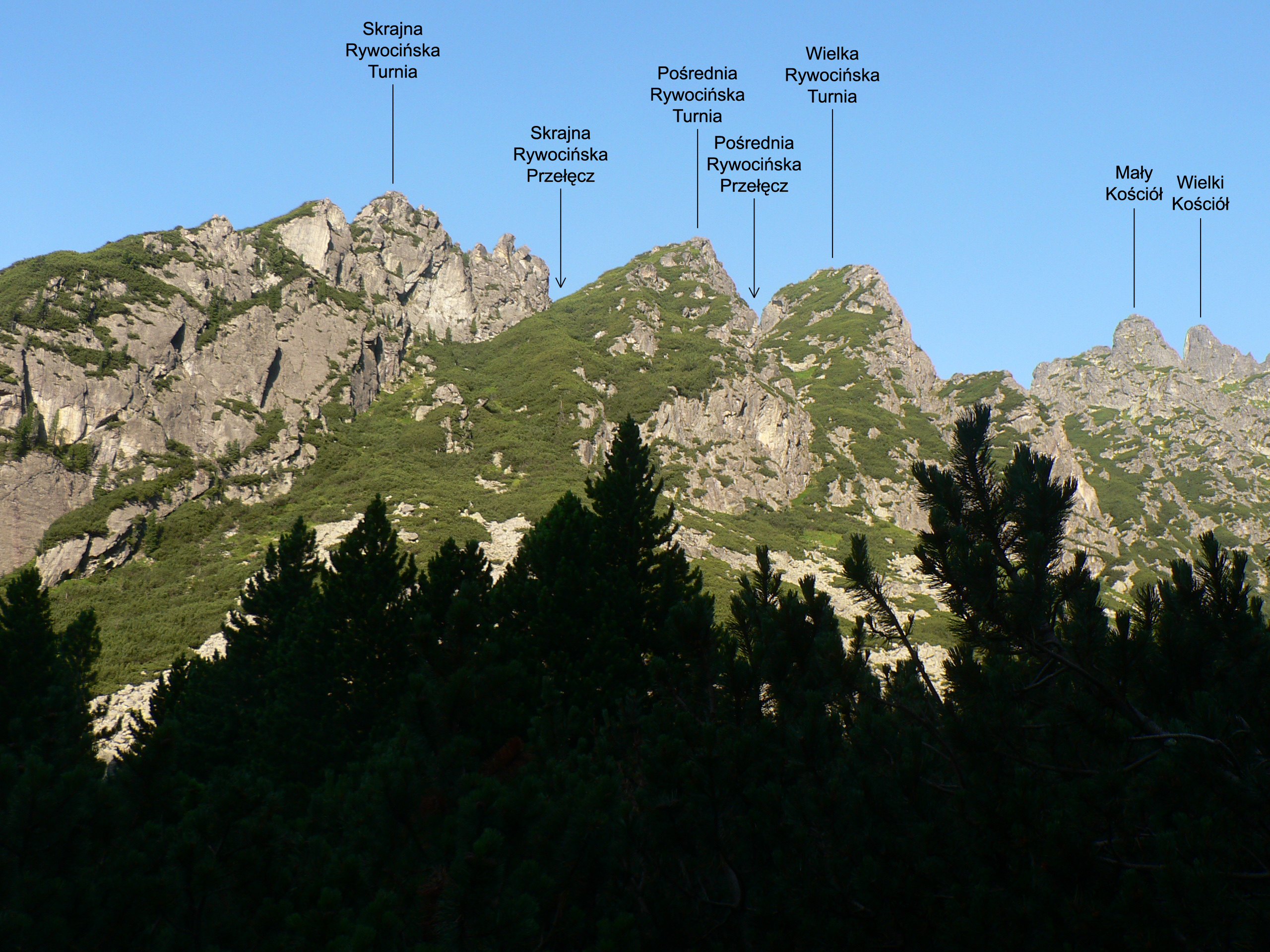
Rywociny i Kościoły

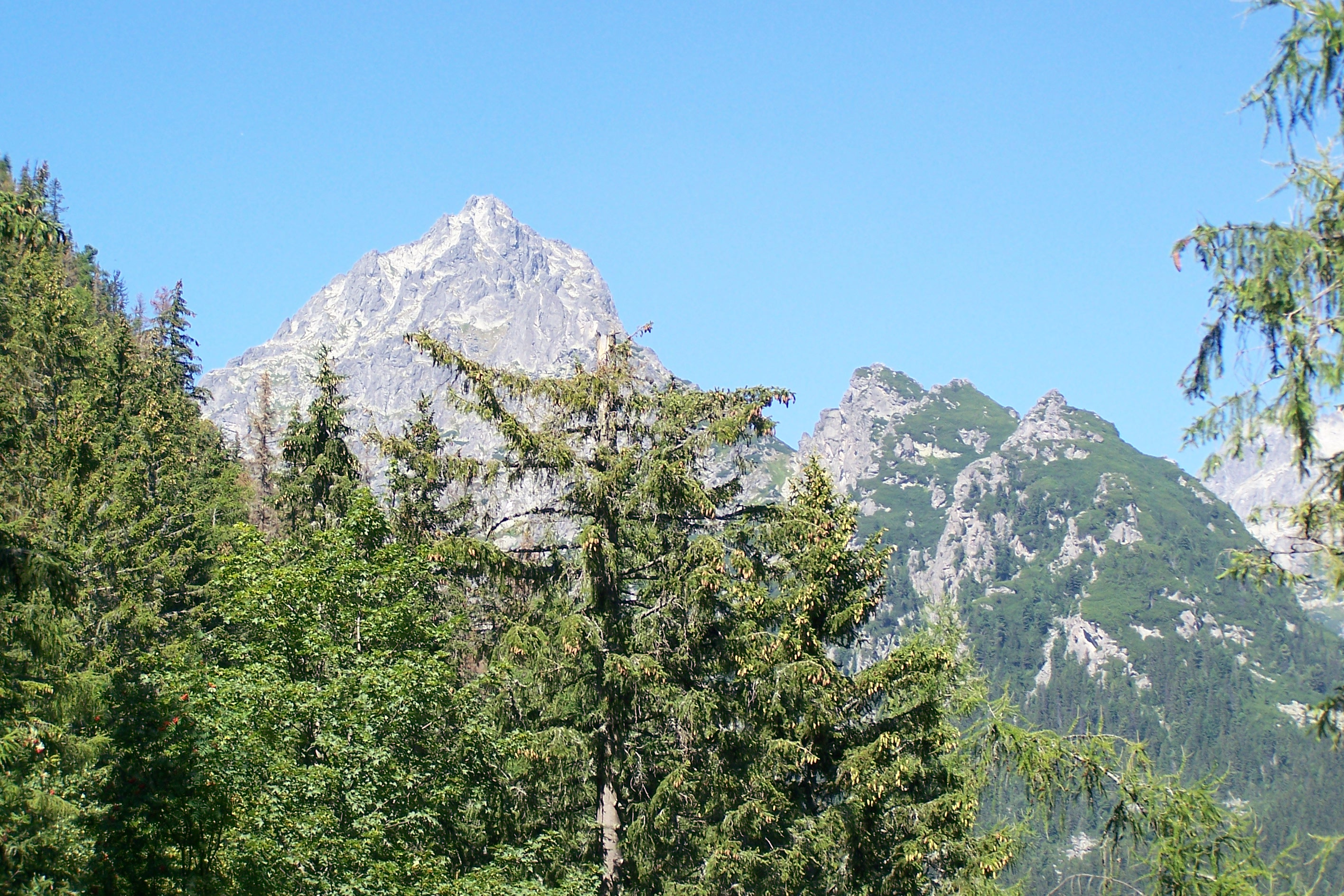
Rywociny i Pośrednia Grań

Zimnowodzka Grań (słow. Prostredný hrebeň, niem. Mittelriegel, węg. Középgerinc) – długa tatrzańska grań boczna odchodząca na południowy wschód od wierzchołka Pośredniej Grani w słowackich Tatrach Wysokich. Oddziela ona Dolinę Małej Zimnej Wody od dolnych partii Doliny Staroleśnej i opada w kierunku Doliny Zimnej Wody. Można wyróżnić jej trzy części: masyw Ciemniastej Turni, Kościoły i Rywociny. Na żaden z obiektów w tejże grani nie prowadzą szlaki turystyczne. Najwyższym jej wierzchołkiem jest Ciemniasta Turnia, która osiąga wysokość 2255 m n.p.m.
Obiekty w Zimnowodzkiej Grani począwszy od wierzchołka Pośredniej Grani:
- Masyw Ciemniastej Turni:
  - Ciemniasty Przechód (Sedlo pred Prostredným),
  - Ciemniasta Turnia (Chmúrna veža),
  - Ciemniasta Szczerbina (Chmúrna štrbina),
  - Ciemniasta Igła (Chmúrna ihla),
  - Ciemniasta Przełęcz (Bránička),
- Kościoły (Kostoly):
  - Dzwonnica (Kopa Veľkého Kostola),
  - Wrótka za Kaplicami (Vrátka Veľkého Kostola),
  - Wielka Kaplica (Veža Veľkého Kostola),
  - Wrota między Kaplicami (Brána Veľkého Kostola),
  - Mała Kaplica (Vežička Veľkého Kostola),
  - Wrótka przed Kaplicami,
  - Wielki Kościół (Veľký Kostol, ok. 2151 m),
  - Przełęcz między Kościołami (Malá Bránička):
    - Zadnia Przełęcz między Kościołami (ok. 2030 m),
    - Kopka między Kościołami,
    - Skrajna Przełęcz między Kościołami,

  - Mały Kościół (Malý Kostol, ok. 2088 m),
  - Dziadowski Przechód (Kostolníkov priechod),
  - Dziadowska Turniczka (Kostolníkova vežička),
  - Dziadowska Szczerbina (Kostolníkova štrbina),
  - Dziadowski Kopiniak (Veža nad Ohniskom),
  - Dziadowska Przełęcz (Sedlo nad Ohniskom, ok. 1905 m):
    - Zadnia Dziadowska Przełęcz (Zadné kostolníkovo sedlo),
    - Zadnia Dziadowska Kopka (Zadná kostolníkova kôpka),
    - Pośrednia Dziadowska Przełęcz (Prostredné kostolníkovo sedlo),
    - Skrajna Dziadowska Kopka (Predná kostolníkova kôpka),
    - Skrajna Dziadowska Przełęcz (Predné kostolníkovo sedlo),

  - Dziadowska Skała (Kopa nad Ohniskom),
- Rywociny (Oštepy):
  - Rywocińska Przełęcz (Sedlo za Oštepmi, ok. 1830 m),
  - Wielka Rywocińska Turnia (Zadný Oštep, ok. 1888 m),
  - Pośrednia Rywocińska Przełęcz (Zadné Studenovodské sedlo),
  - Pośrednia Rywocińska Turnia (Prostredný Oštep, ok. 1845 m),
  - Skrajna Rywocińska Przełęcz (Predné Studenovodské sedlo, ok. 1780 m),
  - Skrajna Rywocińska Turnia (Predný Oštep, ok. 1820 m),
  - Zadnia Zimna Ławka (Malé Studenovodské sedlo),
  - Zadnia Zimna Turniczka (Zadný Malý Oštep),
  - Skrajna Zimna Ławka (Malá Studenovodská štrbina),
  - Skrajna Zimna Turniczka (Predný Malý Oštep).